# Dragomilići (Kalinovik)
Pour les articles homonymes, voir Dragomilići.
Dragomilići (en serbe cyrillique : Драгомилићи) est un village de Bosnie-Herzégovine. Il est situé dans la municipalité de Kalinovik et dans la république serbe de Bosnie. Selon les premiers résultats du recensement bosnien de 2013, il ne compte plus aucun habitant.

## Histoire
Après la guerre de Bosnie-Herzégovine et à la suite des accords de Dayton, Dragomilići, qui faisait entièrement partie de la municipalité de Kalinovik a été partiellement rattaché à la municipalité de Foča-Ustikolina, dans le canton du Podrinje bosnien et dans la fédération de Bosnie-et-Herzégovine.

## Démographie

### Répartition de la population par nationalités (1991)
En 1991, le village comptait 34 habitants, répartis de la manière suivante :